# Бангладешско-угандийские отношения
Бангладешско-угандийские отношения — двусторонние дипломатические отношения между Бангладеш и Угандой. Взаимодействие стран, в основном, осуществляется в сельскохозяйственном секторе. Ни у одной из стран нет постоянного посла.

## Визиты на высоком уровне
Бывший вице-президент Уганды Гилберт Букенья посетил Дакку в 2009 году.

## Бангладешские НПО в Уганде
В Уганде действует ряд бангладешских неправительственных организаций, которые оказывают влияние на развитие страны в социальной сфере. BRAC, базирующаяся в Бангладеш, в настоящее время является крупнейшей неправительственной организацией, работающей в Уганде. BRAC Uganda, основанная в 2006 году, занимается в стране микрофинансированием, развитием малого предпринимательства, образованием, сельским хозяйством, животноводством и птицеводством, здравоохранением и расширением прав подростков. По состоянию на 2013 год, BRAC имеет представительства в более чем 74 округах Уганды и имеет 150 филиалов по всей стране.

## Сотрудничество в аграрном секторе
Бангладеш и Уганда подписали Меморандум о взаимопонимании и сотрудничестве в области сельского хозяйства. Чтобы обеспечить продовольственную безопасность в будущем, Бангладеш арендует земли в других странах для выращивания продуктов питания, которые будут экспортироваться в дальнейшем в Бангладеш; Уганда для азиатского государства едва ли не приоритетное направление. С этой целью несколько бангладешских компаний сдали в аренду неиспользуемые возделываемые земли в Уганде для ведения коммерческого сельского хозяйства.